# Dreamin' Wild
Dreamin' Wild es una película dramática biográfica estadounidense de 2022, escrita, dirigida y producida por Bill Pohlad. Sigue la vida de los hermanos cantantes y músicos Donnie y Joe Emerson. Está protagonizada por Casey Affleck, Noah Jupe, Zooey Deschanel, Walton Goggins, Jack Dylan Grazer y Beau Bridges.
La película tuvo su estreno mundial en el 79.º Festival Internacional de Cine de Venecia el 7 de septiembre de 2022. Fue estrenada el 4 de agosto de 2023 por Roadside Attractions.

## Reparto
- Casey Affleck como Donnie Emerson
  - Noah Jupe como el joven Donnie
- Zooey Deschanel como Nancy
- Walton Goggins como Joe Emerson
  - Jack Dylan Grazer como el joven Joe
- Beau Bridges como Don Sr.
- Chris Messina como Matt Sullivan

## Producción
En abril de 2019, se anunció que Bill Pohlad dirigiría, escribiría y produciría una película biográfica sobre Donnie y Joe Emerson, con Focus Features elegida para distribuir. En octubre de 2021, Casey Affleck, Noah Jupe, Zooey Deschanel, Chris Messina, Jack Dylan Grazer y Walton Goggins se unieron al elenco de la película.
La fotografía principal comenzó en octubre de 2021, en Spokane, Washington.

## Estreno
La película tuvo su estreno mundial en el 79.º Festival Internacional de Cine de Venecia el 7 de septiembre de 2022. En marzo de 2023, Roadside Attractions adquirió los derechos de distribución de la película y programó una fecha de estreno para el 4 de agosto de 2023.